# Domenico Grimani
Domenico Grimani (Venezia, 19 febbraio 1461 – Roma, 27 agosto 1523) è stato un letterato e cardinale italiano.

## Biografia

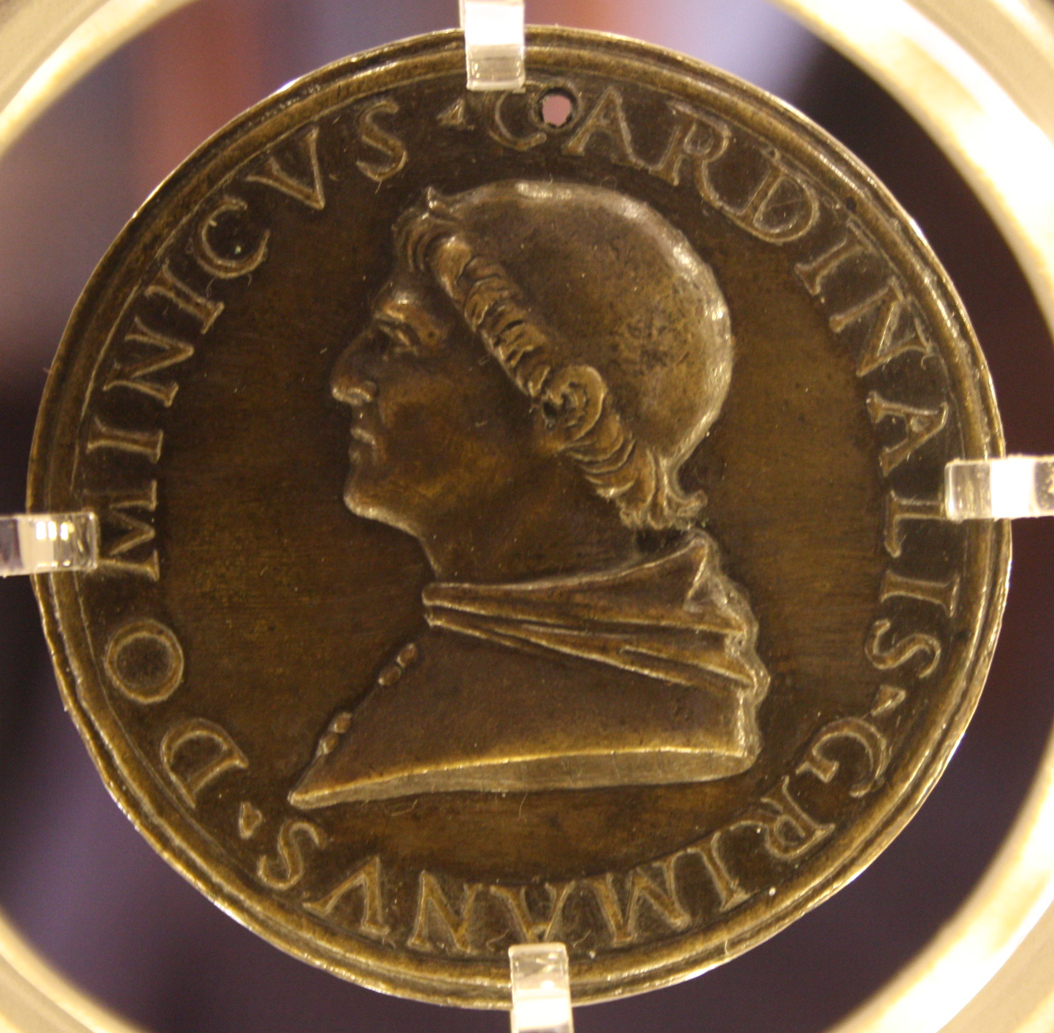
Medaglia con profilo del cardinal Grimani

Era primogenito del futuro doge Antonio di Marino Grimani (ramo "da Santa Fosca") e di Caterina di Domenico Loredan.
Ebbe un'ottima formazione che concluse all'università di Padova; oltre a uscirne laureato in diritto canonico (nel 1487), vi approfondì gli studi di filosofia, seguendo, su consiglio dell'amico Antonio Pizzamano, le lezioni del tomista Francesco Securo da Nardò. Al termine degli studi continuò a soggiornare a Padova per un altro anno, partecipando agli ambienti culturali della città.
Da vescovo Grimani fu nominato amministratore apostolico di Nicosia nel 1495; successivamente tenne la cattedra di Aquileia dal 1498 al 1517, quando vi rinunciò in favore del nipote Marino. Fu poi amministratore apostolico della diocesi di Urbino dal 1514 al 1523 e vescovo di Ceneda dal 1517 al 1520. Abate commendatario di Sesto al Reghena dal 1503 al 1523. Fu creato cardinale da papa Alessandro VI nel concistoro del 20 settembre 1493, ricevendo il titolo di San Nicola fra le immagini e, in seguito, quello di San Marco. La nomina avvenne dopo "elargizione paterna di una somma enorme (tra i 25.000 e i 30.000 ducati)"
Uomo di vasta cultura ed amante delle arti e delle lettere, viene ricordato soprattutto per le sue famose collezioni che oggi si trovano presso la Biblioteca Nazionale Marciana di Venezia. Nella Biblioteca Arcivescovile di Udine è conservato un gruppo di codici manoscritti a lui appartenuto, composto da 4 codici latini, 6 codici ebraici e 10 codici greci.
Grimani fu anche un eminente teologo e scrisse numerosi lavori, fra i quali spicca la traduzione delle omelie di San Giovanni Crisostomo.
Già molto malato all'epoca del conclave del dicembre 1521, morì circa un anno e mezzo dopo e fu sepolto nella Basilica dei Santi Giovanni e Paolo a Roma, dove rimase per molto tempo, fino a quando i suoi resti vennero trasferiti a Venezia, nella chiesa di San Francesco della Vigna.

## Collezionismo

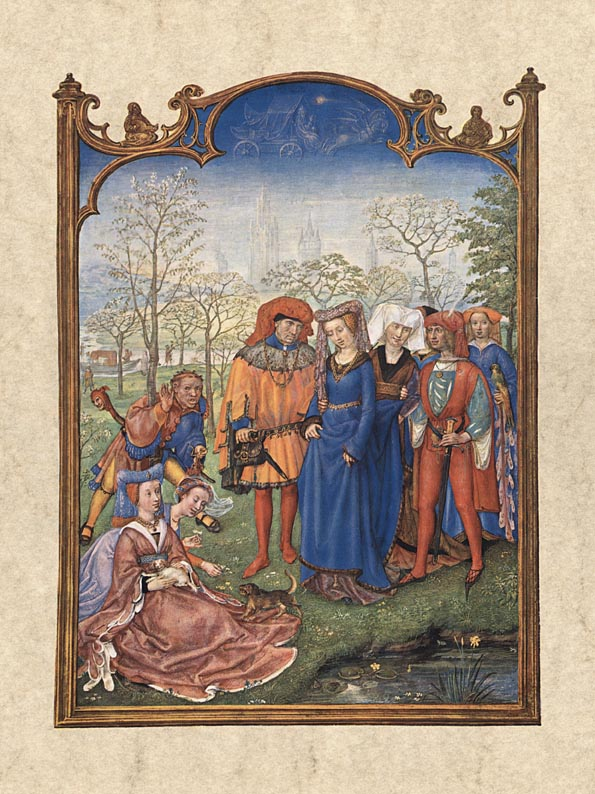
Aprile (1510 circa) di Gerard Horenbout, Alexander Bening e Simon Bening

Il cardinal Grimani fu uno dei più celebri collezionisti della sua epoca. Possedeva una raccolta di sceltissime sculture classiche, di cui buona parte furono donate alla Repubblica, divenendo il nucleo primigenio del futuro Museo archeologico. Nella sua collezione comparivano inoltre opere di Giorgione, di Tiziano, quattro tavole di Hans Memling, tre di Patinier, tre di Bosch, il cartone di Raffaello della Conversione di Saulo, stampe di Dürer, disegni di Leonardo, Michelangelo e Raffaello.
Uno dei pezzi più preziosi era il Breviario Grimani, codice miniato straordinario, nella storia della miniatura, per numero e qualità delle immagini.
Realizzato nelle Fiandre, si trova oggi nella Biblioteca Marciana di Venezia.

## Genealogia episcopale
La genealogia episcopale è:
- Arcivescovo Francesco Querini
- Cardinale Domenico Grimani